# 女性化 (生物学)
生物学および医学における女性化（じょせいか、英語: Feminization）またはメス化とは、オスまたはメスにおいてメスの特徴が生物学的に発現する事である。これは女性においては正常な発達過程であり、性分化に寄与している。メス化は環境要因によって引き起こされる事もあり、哺乳類以外の動物種で観察されている。

## ヒトの女性化
妊娠6週目までのヒトの胎児は生殖腺が分化しておらず、男性生殖器の原器と女性生殖器の原器を両方持っている。6週目頃、男性の胎児ではY染色体上のSRY遺伝子が転写・翻訳されることでSRYタンパク質が産生され、生殖腺が精巣に分化する一方で、SRYタンパク質がない女性では生殖腺が卵巣に分化する。生殖腺がそれぞれに分化した後、男性では精巣から分泌される男性化ホルモン（アンドロゲンなど）が男性の性器の男性化を引き起こすが、女性ではそれらのホルモンの働きがないことで女性生殖器が発達、男性生殖器が退化し、胎児における性器の女性化が起こる。

### 病的な女性化
男性であるにもかかわらず、あるいは女児が不適切な発育年齢で女性化（第二次性徴）が起こる場合、多くは内分泌系の遺伝的あるいは後天的な疾患が原因となる。男性の場合、一般的な女性化の症状の1つはエストロゲン等の女性化ホルモンの血中濃度の上昇によって、乳房が不適切に発達する女性化乳房である。 また、男性化ホルモンの不足または遮断も女性化の一因となる。アンドロゲンは末梢組織のアロマターゼによってエストロゲンに変換される為、場合によっては高濃度のアンドロゲンが男性化作用（体毛の増加、声変わり、筋肉量の増加など）と女性化作用（女性化乳房）の両方をもたらす事がある。

## 動物におけるメス化
哺乳類では、環境の影響で性が決まることはなく、遺伝的な要因が重要であり、性染色体の組み合わせがXXならメスになる。一方で、その他の動物のグループでは性染色体での制御、ならびに環境への影響を受けるという点で多様であることが知られている。例えば、ミシシッピワニでは孵卵時の温度が31.5℃以下の場合、TRPV4遺伝子の働きが抑制されることによりメス化が起き、必ずメスが生まれることが知られている。

### 共生細菌によるメス化
アルファプロテオバクテリア綱に属する内生細菌ボルバキアは陸上節足動物の約40%の種に感染しており、メス化を含む4種類の方法で宿主の生殖を操作していることが知られている。ボルバキアによるメス化はオカダンゴムシの例が有名であり、ボルバキアに感染した遺伝的にオスである個体の体内で雄性化ホルモンの分泌が抑えられることでメス化する。同様に、キタキチョウもボルバキアの感染によってオスがメス化することが知られているが、昆虫には性ホルモンが存在しないと考えられていることから、オカダンゴムシとは別のメカニズムによると考えられている。そのほか、ヨコバイの1種（Zyginidia pullula）やアズキノメイガでもボルバキアによるメス化が報告されている。ボルバキア以外にもバクテロイデス綱に属する Cardinum hertigii がツヤコバチ科の寄生バチ Encarsia hispida に感染することで2倍体のオスを半数体のメスにすることが知られている。

## 脱女性化
生物の発達過程において、ある種のメスへの発達過程がオスの特性の発達によって妨げられる、性分化の過程の一側面を脱女性化と呼ぶ。ヒトにおいては男性化症とも呼ばれ、続発性無月経、皮下脂肪の消失、乳房の萎縮などの脱女性化徴候が報告されている。
マウスを用いた実験で、雄性ホルモンであるテストステロンによる脱メス化作用が証明されている。胎仔期や新生仔期のメスにテストステロンを投与すると、成体期においてマウントなどのオスに特徴的な生殖行動が増加し、逆にメスの生殖行動が減少する。